# Hertogdom Mazovië
Het hertogdom Mazovië (Pools: Księstwo Mazowieckie) was een middeleeuws hertogdom dat ontstond na het uiteenvallen van het Poolse koninkrijk der Piasten in 1138. Het was gelegen in de historische regio Mazovië in het noordoosten van Polen en had als hoofdstad Płock. 
In 1526 werd het weer deel van het Poolse koninkrijk onder de Jagiellonen.

## Geschiedenis
Het land van de Mazoviërs ten oosten van de rivier de Wisła was veroverd door hertog Mieszko I (960-992) en vormde onder de Piasten een onderdeel van de Civitas Schinesghe, de eerste Poolse staat. In 1075 werd het bisdom Płock opgericht.
In 1024 riep Boleslaus I zichzelf uit tot eerste koning van Polen. 
Na de dood van hertog Boleslaus III in 1138 werd het koninkrijk opgedeeld in vijf hertogdommen. In plaats van de koning kwam er een groothertog. Het hertogdom Mazovië ging naar zijn tweede zoon Boleslaus IV, die nadat hij zijn oudere halfbroer Wladislaus de Balling had verdreven in 1146 groothertog van Polen werd. Zijn rijk omvatte ook het in het westen aangrenzende Koejavië.
Koenraad I, de neef van Boleslaus IV, was hertog van 1229-1232 en opnieuw van 1241-1243. Koenraad riep de hulp in van de Duitse Orde tegen de heidense Pruisen die de noordelijke grenzen van zijn territorium bedreigden. Hiervoor schonk hij in 1230 het Kulmerland aan de Orde. Dit was de kern waaruit de Duitse Ordestaat zou ontstaan. In 1233 gaf Koenraad Koejavië aan zijn tweede zoon Casimir I. Van 1241 tot 1243 was Koenraad ook groothertog van Polen. Na Koenraads dood in 1247 ging Mazovië naar zijn oudste zoon Boleslaus I, die het jaar daarop werd opgevolgd door zijn jongste broer Ziemovit I.
De zoon van Ziemovit, Koenraad II (1264-1294), verhuisde zijn zetel naar Czersk. Hij en zijn broer Boleslaus II raakten in een langdurige strijd met hun Koejavische familieleden en de Silezische hertogdommen over de Poolse Seniorate Provincie (het Hertogdom Krakau). Na de kroning van Przemysł II en het herstel van het koninkrijk in 1295 bleef het hertogdom Mazovië dan ook de facto onafhankelijk.

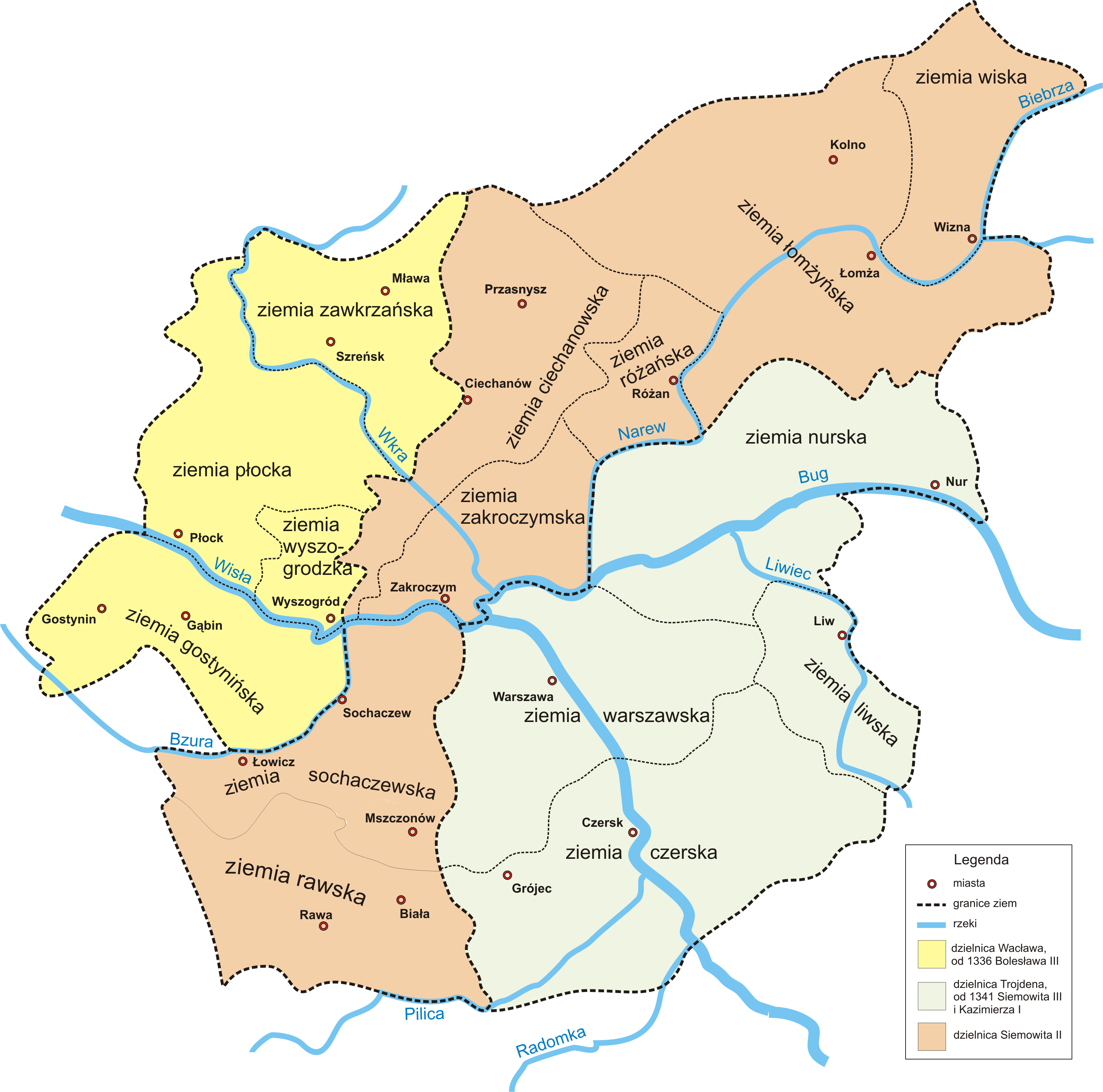
Deling van 1313:
Hertogdom Płock
Hertogdom Rawa
Hertogdom Czersk

Na de dood van Boleslaus II in 1313 werd Mazovië onder zijn zonen verdeeld:
- Ziemovit II werd hertog van Rawa (tot 1345)
- Trojden I werd hertog van Czersk (tot 1341)
- Wladislaus werd hertog van Płock (tot 1336), gevolgd door zijn zoon Boleslaus III (tot 1351)

Trojdens zoon Ziemovit III (1341-1381) was in staat de meeste Mazovische landen onder zijn bewind te herenigen. In 1351 werden hij en zijn broer Casimir vazallen van de Poolse koning. 
Na de dood van Ziemovit III in 1381 werd Mazovië opnieuw tussen zijn zonen verdeeld: 
- Jan I, hertog van Czersk tot 1413, toen hij zijn zetel naar Warschau verplaatste; opgevolgd door zijn kleinzoon Boleslaus IV (1429-1454)
- Ziemovit IV , hertog van Rawa en Płock (tot 1426), ook hertog van Belz in 1388

Na de Unie van Kreva tussen Polen en Litouwen in 1385 kwam Mazovië tussen de twee Jagiellonische landen te liggen. 
Na de oprichting van de woiwoden Rawa en Płock in 1495 verenigde Koenraad III, de laatste overlevende zoon van Boleslaus IV, de resterende Mazovische landen weer onder zijn heerschappij. Na de dood van diens zoon Jan III in 1526 stierf de mannelijke lijn van de Mazovische Piasten uit, en het hertogdom werd als woiwodschap Mazovië deel van het koninkrijk Polen.